# Raïon de Lazo
Pour les articles homonymes, voir Lazo.
Ne pas confondre avec le raïon de Lazo dans le kraï de Khabarovsk.
Le raïon de Lazo (en russe : Лазо́вский райо́н, Lazovski raïon, nommé d'après le révolutionnaire primorien Sergueï Lazo) est une subdivision administrative (raïon) et une municipalité (okroug municipal) du kraï du Primorié en Russie. Situé en Extrême-Orient russe, il se situe dans le sud du kraï, et est baigné par la mer du Japon. Il contient plusieurs aires protégées, dont la réserve naturelle de Lazo et le parc national Zov Tigra. Son centre administratif est le village de Lazo, et il compte en tout 17 localités. Sa population s'élevait à 12 150 habitants en 2023.

## Géographie
Le raïon de Lazo est situé dans le kraï du Primorié, un sujet du sud de l'Extrême-Orient russe. Le raïon, qui se trouve dans le sud-est du Primorié, a une superficie de 4 692 km2. La subdivision est baignée par le golfe de Pierre-le-Grand, un golfe du nord de la mer du Japon. Plusieurs rivières coulent dans le raïon, dont le fleuve côtier Kievka.

Le raïon est limitrophe du raïon de Partizansk à l'ouest, du raïon de Tchougouïevka au nord et du raïon d'Olga au nord-est. Les frontières sont longues de 440 km, dont 270 km de frontière terrestre et 170 km de frontière maritime. La cordillère du Sikhote-Aline couvre le territoire, et c'est dans le raïon que se trouve la réserve naturelle de Lazo et le parc national Zov Tigra.

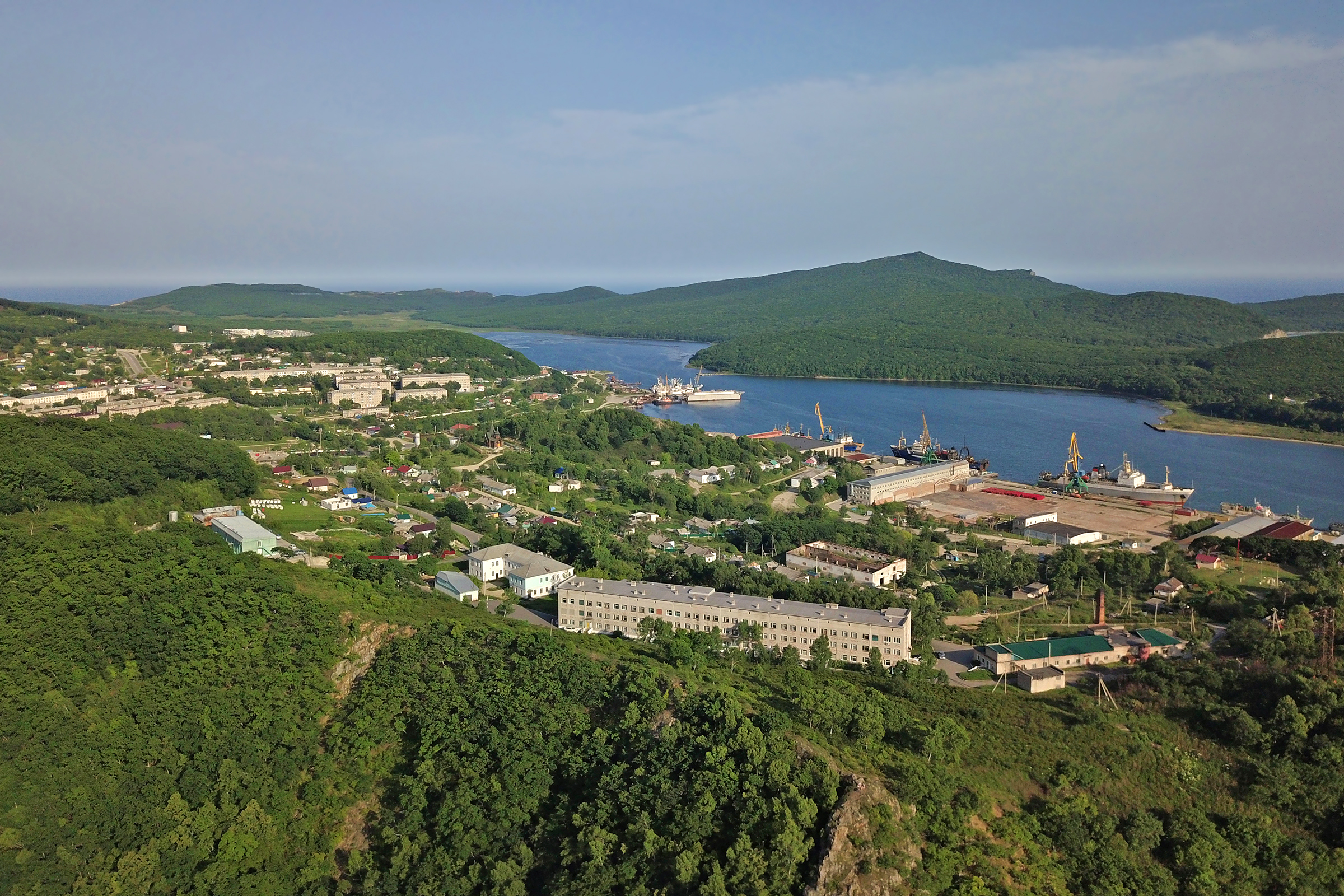
Commune de Préobrajenié.
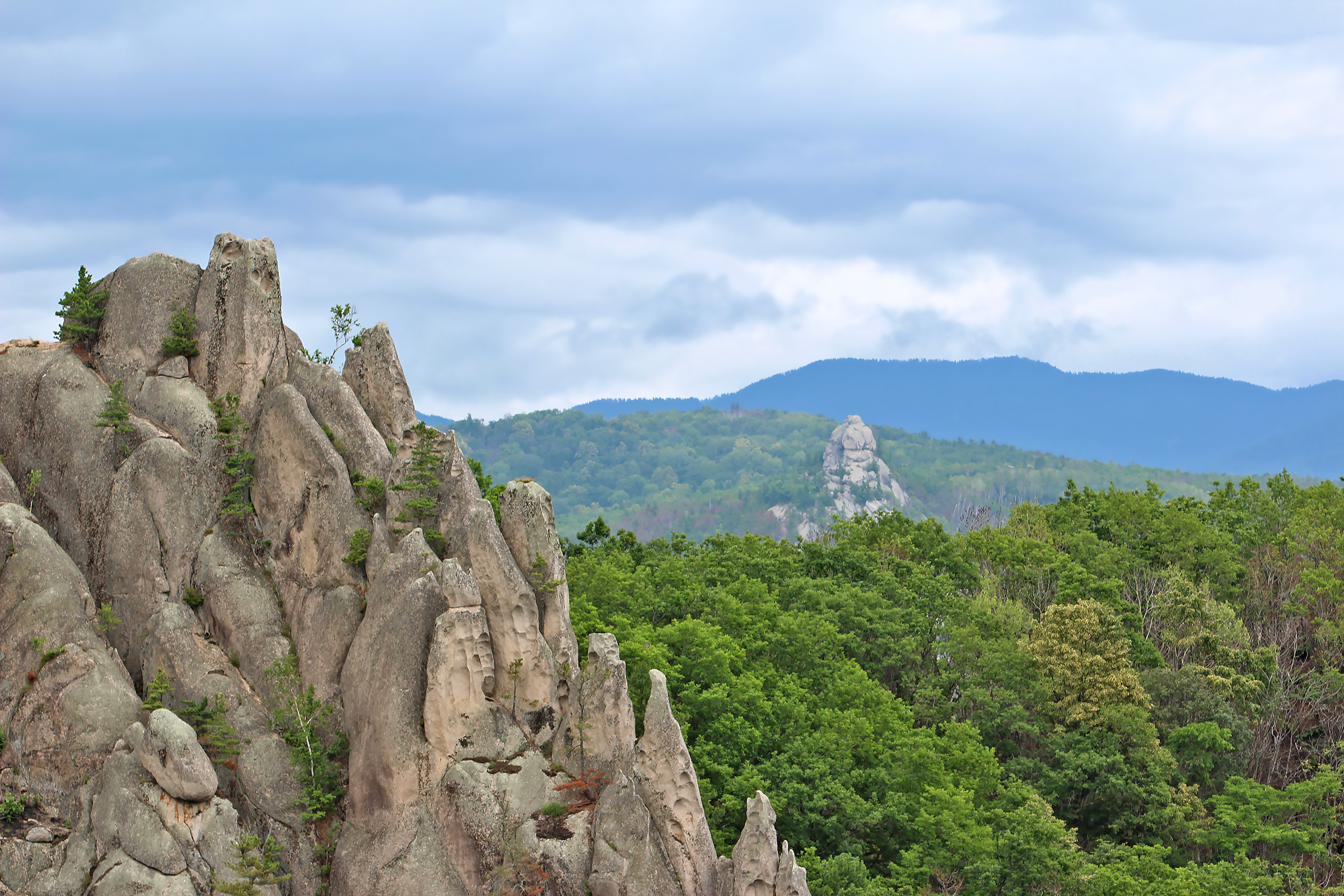
Formations rocheuses du parc des Dragons.
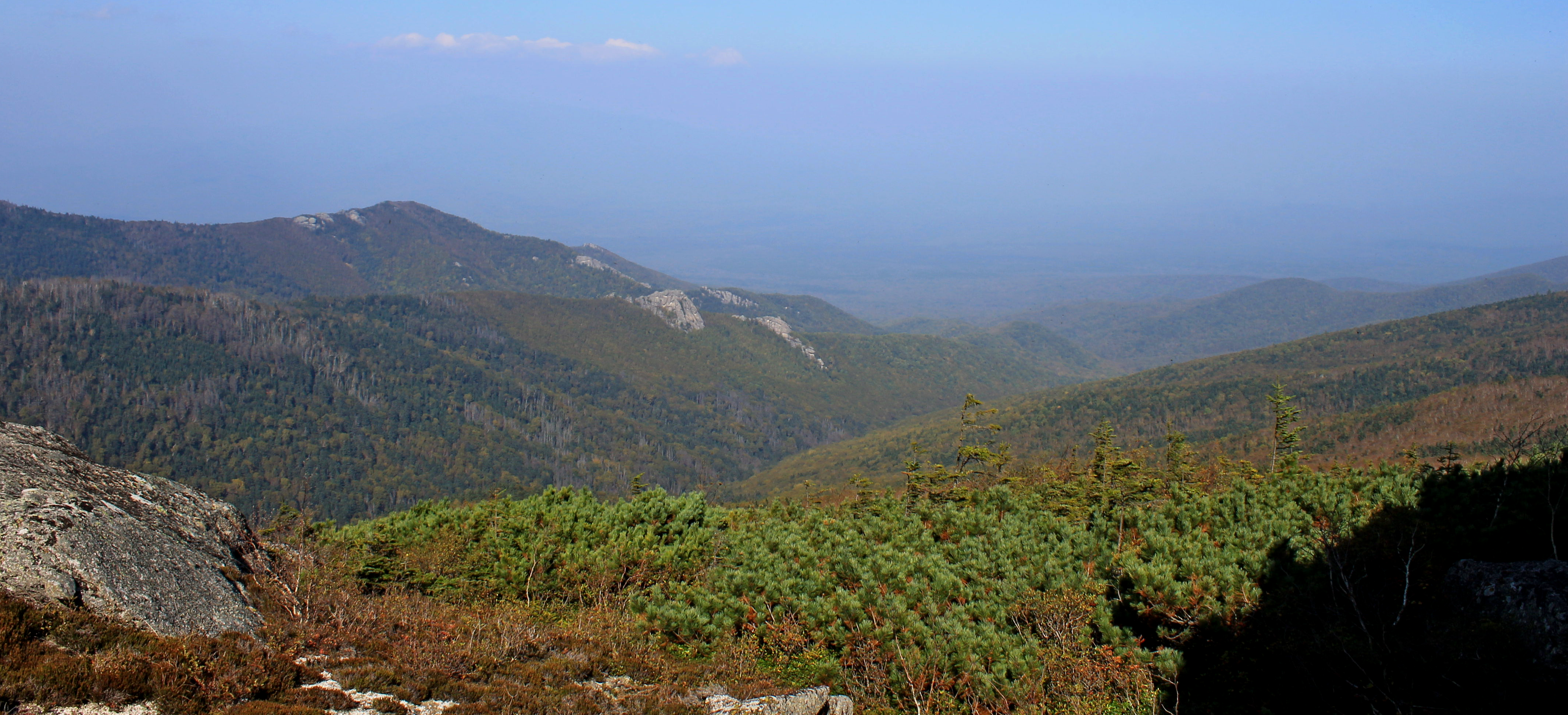
Le Sikhote-Aline dans le parc national Zov Tigra.
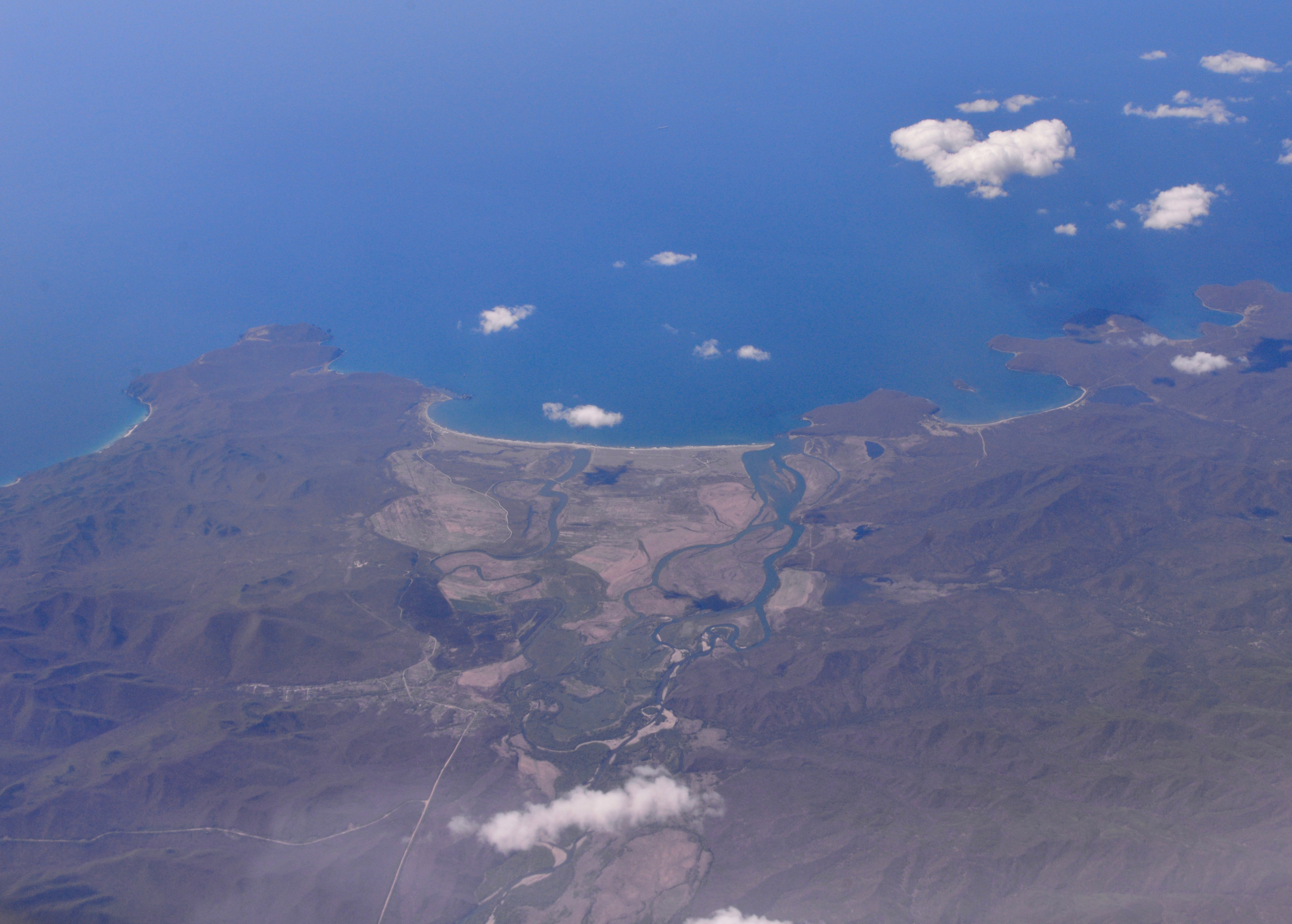
Le delta de la rivière Kievka.

## Histoire
Le raïon a été créé en 1941, et il a été nommé en l'honneur du révolutionnaire russe Sergueï Lazo.

## Démographie
Recensements (*) ou estimations de la population,:
| 1959*  | 1970*  | 1979*  | 1989*  | 2002*  | 2010*  |
| ------ | ------ | ------ | ------ | ------ | ------ |
| 10 376 | 14 367 | 18 157 | 21 311 | 17 521 | 14 235 |

| 2012   | 2013   | 2014   | 2015   | 2016   | 2017   |
| ------ | ------ | ------ | ------ | ------ | ------ |
| 13 865 | 13 702 | 13 424 | 13 164 | 13 023 | 12 877 |

| 2018   | 2019   | 2020   | 2021*  | 2022   | 2023   |
| ------ | ------ | ------ | ------ | ------ | ------ |
| 12 975 | 12 639 | 12 788 | 12 547 | 12 420 | 12 150 |

## Localités
Le raïon de Lazo comptait au 29 juin 2023 11 localités, dont une commune urbaine, Préobrajénié, qui était la localité la plus peuplée avec 6 529 habitants au recensement de 2021.
| Liste des localités | Liste des localités | Liste des localités | Liste des localités | Liste des localités              | Liste des localités | Liste des localités         | Liste des localités         |
| N°                  | Localité            | Nom pré-1972        | Nom pré-1972        | Nom pré-1972                     | Statut              | Population Recensement 2010 | Population Recensement 2021 |
| N°                  | Localité            | Nom                 | En russe            | Caractères chinois (si existant) | Statut              | Population Recensement 2010 | Population Recensement 2021 |
| ------------------- | ------------------- | ------------------- | ------------------- | -------------------------------- | ------------------- | --------------------------- | --------------------------- |
| 1                   | Benevskoïe          |                     |                     |                                  | village             | 646                         |                             |
| 2                   | Valentine           |                     |                     |                                  | village             | 942                         |                             |
| 3                   | Glazkovka           |                     |                     |                                  | village             | 166                         |                             |
| 4                   | Daniltchenkovo      |                     |                     |                                  | possiolok           | 176                         |                             |
| 5                   | Zapovedni           | Sudzuhe             | Судзухе             | 栗子河                           | village             | 4                           |                             |
| 6                   | Zelioni             |                     |                     |                                  | village             | 0                           |                             |
| 7                   | Kievka              |                     |                     |                                  | village             | 518                         |                             |
| 8                   | Kichiniovka         |                     |                     |                                  | village             | 160                         |                             |
| 9                   | Lazo                | Wangou              | Вангоу              | 灣溝                             | village             | 3434                        | 2 964                       |
| 10                  | Maïak-Ostrovnoï     |                     |                     |                                  | phare               | 11                          |                             |
| 11                  | Préobrajénié        |                     |                     |                                  | commune urbaine     |                             | 6 529                       |
| 12                  | Svobodnoïe          |                     |                     |                                  | village             | 26                          |                             |
| 13                  | Skalistoïe          | Inlazy              | Инлазы              | 窒碍子                           | village             | 0                           |                             |
| 14                  | Sokoltchi           |                     |                     |                                  | village             | 335                         |                             |
| 15                  | Staraïa Kamenka     | Koreïskaïa Kamenka  | Корейская Каменка   |                                  | village             | 154                         |                             |
| 16                  | Tchernoroutchié     |                     |                     |                                  | village             | 373                         |                             |
| 17                  | Tchistovodnoïé      |                     |                     |                                  | village             | 106                         |                             |

## Économie
Les principales activités économiques sont la pêche,  la transformation du poisson et des fruits de mer et la mariculture. Il y a aussi de l'agriculture, de l'élevage, et des fermes d'animaux à fourrure.

## Transports
Le raïon est desservie par la route régionale 05N-131, qui relie Nakhodka, par Lazo et Olga, à Kavalerovo. Sur cette route, entre le raïon de Partizansk et le raïon de Lazo se truve le col de Solomenny. 